# アンドルス・アンシプ
アンドルス・アンシプ（エストニア語: Andrus Ansip、エストニア語発音: [ˈɑndrus ˈɑnʲˑsʲip]、1956年10月1日 - ）は、エストニアの政治家。欧州議会議員。エストニアの首相やエストニア改革党党首、欧州委員会副委員長兼デジタル単一市場担当委員などを歴任した。
化学者として研鑽を積んだ後、銀行などのビジネスを手掛けた。2004年に国政に進出してまもなく経済相に抜てきされ、2005年には首相となった。首相退任後の2014年11月1日に欧州委員会委員に任命され、2019年まで在任した。

## 経歴

### 生い立ち
タルトゥに生まれる。1979年、化学の学位を得てタルトゥ大学を卒業。同年から1983年まで、2年間の兵役をはさんで同大学に技師として勤務した。1986年から1988年まで、エストニア共産党タルトゥ地区委員会組織局長兼産業局教官。銀行や投資事業に何件か関与し、タルトゥ人民銀行の役員やリヴォニア民営化IF委員長、投資ファンド・ブローカー・リミテッドのCEOなどを歴任した。ラジオ・タルトゥの代表取締役でもある。

### タルトゥ市長
1998年、中道右派のエストニア改革党からタルトゥ市長選挙に立候補し、当選した。2004年までの在任中、世論調査におけるアンシプの支持率は非常に高かった。後任のタルトゥ市長には、同党のライネ・ヤネスが就いた。

### 改革党党首・経済相
2004年11月21日、アンシプはエストニア改革党の党首となった。これは同党の創設者で、それまで党首でもあったシーム・カラス元首相が欧州委員に選出され、ブリュッセルに移ったためである。これによって、アンシプもタリンに移った。また、同年9月には辞任したメーリス・アトネン経済通信相の後任となったが、在職期間が短かったため、アンシプの経済通信相としての実績を評価することは難しい。

### 首相
2005年3月24日のユハン・パルツ首相の辞任を受けて、アンシプは3月31日にアルノルド・リューテル大統領から組閣を命じられた。中央党およびエストニア人民同盟との連立合意によって、アンシプ内閣は4月12日に国会（リーギコグ）の承認を受けた。国会議員101名のうちアンシプ内閣に賛成したのは53名で、40名は反対した。アンシプと閣僚らは4月13日に就任した。
2007年3月4日の総選挙で、アンシプの改革党は27%の票を獲得し、国会における議席数を19から31に増やした。アンシプ個人は2万2500票以上を集めた。トーマス・イルヴェス大統領から組閣を命じられたアンシプは、今度は祖国共和連合と社会民主党と連立を形成した。アンシプの2期目の首相職は2007年4月5日にはじまった。しかし、2009年5月に社会民主党が連立を離脱し、改革党と祖国共和連合の少数与党政権に転落した。
2011年3月の総選挙で、改革党は33議席を獲得し、第一党を維持した。アンシプはイルヴェス大統領から再び組閣を命じられ、改革党と祖国共和連合の連立政権が続くこととなった。アンシプの3期目の首相職は2011年4月6日にはじまった。
2014年3月4日、アンシプは後継者に翌年の総選挙を率いてもらいたいとして、辞任を表明した。2013年12月4日から辞任する2014年3月26日までの期間、アンシプは欧州連合 (EU) 諸国で最も在職期間の長い首相であった。

### 欧州委員会副委員長
2014年の欧州議会議員選挙で、アンシプはエストニア選挙区から最多得票で当選した。しかし直後、ターヴィ・ロイヴァス首相から次期欧州委員会のエストニア代表委員に指名された。
2014年9月10日、次期欧州委員会委員長に内定したジャン＝クロード・ユンケルから副委員長兼デジタル単一市場担当委員のポストを提示された。その後、欧州議会の承認を得て、欧州理事会からユンケル委員会の副委員長に任命された。

### 欧州議会議員
2019年欧州議会議員選挙でも再選され、その直後、欧州議会議員に就任するため欧州委員の辞任を申し出た。欧州議会では域内市場・消費者保護委員会に所属しているほか、2020年には請願委員会と「デジタル時代における人工知能 (AI) 特別委員会」にも加わった。
- ラトビアのソルヴィタ・アーボルティニャ国会議長と（2011年4月29日）
- 左からアンシプ、デンマークのヘレ・トーニング＝シュミット首相、ドイツのアンゲラ・メルケル首相、オランダのマルク・ルッテ首相（2012年2月13日）
- 左からアンシプ、トーニング＝シュミット、イギリスのニック・ボールズ下院議員（2013年2月28日）

## 人物
婦人科医のアヌ・アンシプ（1956年生）と結婚しており、口腔医のレート（1977年生）、ジャーナリストのティーナ（1981年生）、リーサ（1997年生）の3人の娘がいる。
2009年11月10日、エストニアの志願制民兵組織であるカイツェリート（エストニア防衛連盟）に加入した
。
世界の主要なクロスカントリー10大会を完走した称号を持つ強者で、2010年2月14日には札幌国際スキーマラソンの男子50キロに出場し、3時間27分44秒で完走した。